# Teleperformance
A Teleperformance egy francia származású nemzetközi cég. A call centerek piacán vezető szerepet betöltő cég 2017 óta diverzifikált, többcsatornás ügyfélkapcsolat-kezeléssel, a háttér-irodai funkciók kiszervezésével és a közösségi média moderálásával bővült.
A csoport több mint 383 000 embert foglalkoztat, és 2020-ban 5 732 millió eurós forgalmat ért el. 2020 júniusa óta szerepel a CAC 40-ben.